# Eucelatoria guimaraesi
Eucelatoria guimaraesi là một loài ruồi trong họ Tachinidae.